# Teuku Umar
Teuku Umar (Meulaboh, Achém Ocidental, 1854 — 11 de fevereiro de 1899) foi um líder de uma guerrilha contra os holandeses em Achém durante a Guerra de Achém. Ele caiu quando as tropas holandesas lançaram um ataque surpresa em Meulaboh. Seu corpo foi enterrado na área de Mugo. Após a morte de Teuku Umar, sua esposa, Cut Nyak Dhien, continuou a liderar a guerrilha contra os holandeses. Mais tarde, ele foi feito um Pahlawan Nasional Indonesia (Herói Nacional da Indonésia).

## Biografia

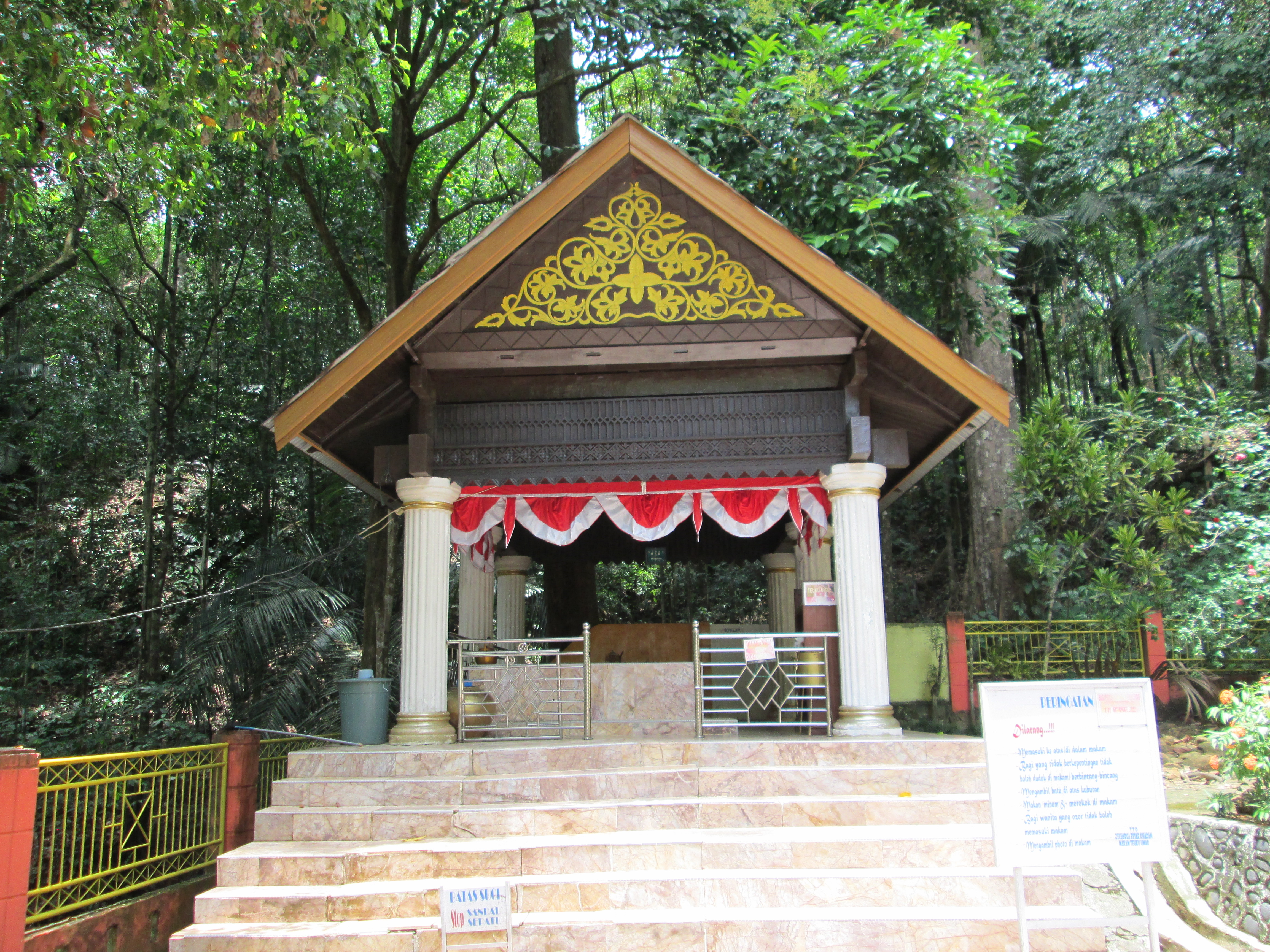
Tumba de Teuku Umar em Mugo Rayek, Panton Reu, Referência do Achém Ocidental

Umar juntou-se às forças de guerrilha em 1873 aos dezenove anos. No início, ele lutou em Meulaboh; mais tarde, ele expandiu suas operações para diferentes partes de Achém Ocidental.
Aos vinte anos, Umar casou-se com Nyak Sofia; não muito depois, ele tomou Nyak Malighai como sua segunda esposa. Em 1880, Umar casou-se com sua prima Cut Nyak Dhien; Dhien mais tarde juntou-se a ele na guerrilha.
Em 1883, o governo colonial holandês assinou um tratado de paz com os guerrilheiros de Achém. Naquele mesmo ano, Umar juntou-se a eles como um agente secreto sobre as queixas de Dhien, trabalhando para subir na hierarquia militar colonial. Depois que a guerra eclodiu novamente em 1884, Umar trabalhou para parar a luta dos achéns. Por seu serviço, em 1.º de janeiro de 1894, Umar recebeu o título de Johan Pahlawan e o controle de uma legião de 250 soldados totalmente armados. Eventualmente, Umar recebeu o controle de mais 120 soldados, bem como 17 tenentes.
Em 30 de março de 1896, Umar e suas tropas desertaram; levando 800 armas, 25.000 balas, 500 quilos (1.100 lb) de munição e 18.000 dólares. Junto com 400 soldados sob o comando de Teuku Panglima Polem Muhammad Daud, Umar atacou as forças holandesas, matando 25 e ferindo 190.
Em retaliação, o governador holandês enviou soldados em massa para capturar ou matar Umar. Umar foi morto em uma emboscada em 10 de fevereiro de 1899 em Meulaboh.

## Legado

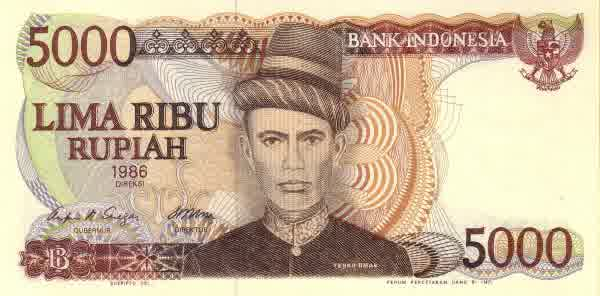
Teuku Umar foi destaque na nota de cinco mil rúpias

Na década de 1930, Sukarno descreveu Teuku Umar como um dos pahlawan tiga-sekawan (três amigos heróicos) junto com Diponegoro e Imam Bonjol.
Teuku foi oficialmente designado herói nacional da Indonésia. Existem muitas ruas com o seu nome em toda a Indonésia, incluindo uma via principal no conhecido subúrbio de Menteng em Jacarta, bem como um campo em Meulaboh.